# Dirck van Baburen
Dirck Jaspersz. van Baburen (c.1595-21. februar 1624) var en nederlandsk kunstmaler og en af de ledende Utrecht-caravaggister, som var stærkt inspireret af den italienske maler Caravaggios (1571-1610 ) dramatiske chiaroscuro stil. Han var også kendt som Teodoer van Baburen og Theodor Baburen med kælenavnet "Biervlieg" ("Ølflue ", i.e. en der drikker en del).

## Biografi
Dirck van Baburen var sandsynligvis født i Wijk bij Duurstede, men hans familie flyttede til Utrecht mens han var lille. Den første optegnelse om van Baburen er fra 1611, hvor han i Sankt Lukasgildets registre i Utrecht står nævnt som elev af Paulus Moreelse. Mellem 1612 og 1615 rejste han til Rom, hvor han samarbejdede med David de Haen og blev ven med Bartolomeo Manfredi. Dirck van Baburen blev ligeledes bemærket af kunstsamlerne og mæcenerne Vincenzo Giustiniani og kardinal Scipione Borghese og måske på deres anbefaling kommissioneret til at male altertavlen til Pietà-kapellet i San Pietro in Montorio-kirken omkring 1617. van Baburen var en af de tidligste medlemmer af den nederlandske kunstnersammenslutning "Bentvueghels", der slog sig ned i Rom i det 17. århundrede.
Sent i 1620 var Dirck van Baburen tilbage i Utrecht, hvor han boede med sin søster Jansdam og malede genrebilleder. Til sin død i 1624 var han, Hendrick ter Brugghen og Gerard van Honthorst med i Utrechtskolen i Holland. Han blev begravet den 28. februar 1624 i Buurkerk, en middelalderkirke som i dag er Museum Van Speelklok tot Pierement. Omkring 1629 beskrev Constantijn Huygens van Baburen som en af de vigtigste hollandske malere i det tidlige 17. århundrede. Men ellers faldt Dirck van Baburens ry hurtigt efter hans død, og det er først i det 20. århundrede, der blev interesse for hans malerier.

## Maleriet
Dirck van Baburen døde ung, så hans arbejdsår var få, og kun en håndfuld af hans malerier kendes i dag. I Rom malede han hovedsageligt religiøse motiver som Gravlæggelsen i Pietà-kapellet – et værk inspireret af Caravaggios Gravlæggelsen – nu i Vatikanmuseet. Fra samme periode kendes Kristus tilfangetaglese (Galleri Borghese), som han malede for Scipione Borghese og Kristus vasker apostlenes fødder (Gemäldegalerie) malt for Vincenzo Giustiniani.
I Utrecht blandede han mellem 1621 og 1624 stilen fra Caravaggio og Bartolomeo Manfredi til en ny genre, som han brugte på mytologiske og historiske motiver. Prometheus lænkes af Vulcan (Rijksmuseum i Amsterdam) er således stærkt inspireret af Caravaggios Peters korsfæstelse (1601, Santa Maria del Popolo). Det ses i bl.a. Prometheus, der er vendt på hovedet, som Peter i Caravaggios Peters korsfæstelse.
Dirck van Baburen var en af de første malere, der anvendte genremotiver som musikere og kortspillere. Et af hans bedst kendte værker er Ruffersken (Museum of Fine Arts i Boston), som forestiller en mand, der betaler en mønt til en lutspillende luders rufferske. Johannes Vermeers svigermor Maria Thins ejede
maleriet (eller en kopi), og Vermeer har malet det ind som narrativ baggrund i to af sine malerier (Koncerten – stjålet fra Isabella Stewart Gardner Museum i Boston og En kvinde, der står ved et klaviatur – National Gallery i London).
Dirck van Baburen malede desuden adskillige musikere; en del er sandsynligvis er selvportrætter, da de alle synes at afbilde den samme mand.

## Værker, i udvalg
| Nr. | Billede | Titel                            | Dato     | Størrelse, materiale         | Udstilling/Samling/Ejer                   |
| --- | ------- | -------------------------------- | -------- | ---------------------------- | ----------------------------------------- |
| 1   |         | Gravlæggelsen                    | c.1617   |                              | San Pietro in Montorio i Rom              |
| 2   |         | Sankt Frans                      | c.1618   | 114 × 84 cm, Olie på lærred  | Kunsthistorisches Museum i Wien           |
| 3   |         | Kristus tilfangetaglese          | før 1621 | 125 × 95 cm, Olie på lærred  | Galleri Borghese i Rom                    |
| 4   |         | Kristus vasker apostlenes fødder | før 1621 | 160 × 142 cm, Olie på lærred | Gemäldegalerie i Berlin                   |
| 5   |         | Urias død i kamp                 | før 1621 | 160 × 142 cm, Olie på lærred | Privat samling                            |
| 6   |         | Ung mand spiller fløjte          | før 1621 | 160 × 142 cm, Olie på lærred | Centraal Museum i Utrecht                 |
| 7   |         | Mand spiller jødeharpe           | 1621     | 160 × 142 cm, Olie på lærred | Centraal Museum i Utrecht                 |
| 8   |         | Ruffersken                       | 1622     | Olie på lærred               | Museum of Fine Arts i Boston              |
| 9   |         | (udsnit)                         | 1623     | Olie på lærred               | Ermitagen i Sankt Petersborg              |
| 10  |         | Kristus ibland lægerne           | 1622     | 160 × 142 cm, Olie på lærred | Nasjonalgalleriet i Oslo                  |
| 11  |         | Backgammonspillerne              | c.1622   | 160 × 142 cm, Olie på lærred | Residenzgalerie i Bamberg                 |
| 12  |         | Dårligt selskab                  | 1623     | 160 × 142 cm, Olie på lærred | Gemäldegalerie i Mainz                    |
| 13  |         | Prometheus lænkes af Vulcan      | 1623     | 202 × 184 cm, Olie på lærred | Rijksmuseum i Amsterdam                   |
| 14  |         | Gravlæggelsen                    | 1623     | 160 × 142 cm, Olie på lærred | San Pietro in Montorio i Rom              |
| 15  |         | Kroningen med torne              | 1623     | 106 × 136 cm, Olie på lærred | Museum Catharijneconvent i Utrecht        |
| 16  |         | Kroningen med torne              | 1623     | 160 × 142 cm, Olie på lærred | Nelson-Atkins Museum of Art i Kansas City |
| 17  |         | Kimon og Pero                    | c.1623   | 160 × 142 cm, Olie på lærred | York Art Gallery i York                   |
| 18  |         | Skt. Sebastian plejes af Irene   | c.1623   | Olie på lærred               | Kunsthalle i Hamborg                      |
| 19  |         | Achilleus og Patroklos           | 1624     | 204 × 287 cm, Olie på lærred | Gemäldegalerie Alte Meister i Cassel      |